# اوندژی کولاژ
اوندژی کولاژ (چکی: Ondřej Kolář؛ زادهٔ ۱۷ اکتبر ۱۹۹۴) بازیکن فوتبال اهل جمهوری چک است.
وی همچنین در تیم‌های ملی فوتبال زیر ۲۱ سال جمهوری چک و جمهوری چک بازی کرده‌است.